# Maja Classen
Maja Classen (* 28. Dezember 1974 in Heidelberg) ist eine deutsche Filmregisseurin.
Sie studierte Filmregie an der Hochschule für Film und Fernsehen Potsdam. Dort realisierte sie mehrere Kurzfilme, sowie den Dokumentarfilm Feiern – Don’t forget to go home, ein Porträt der Berliner Technoszene jenseits des Loveparade-Klischees, der 2006 auf DVD erschien. 2006 schloss sie das Studium mit dem Dokumentarfilm Osdorf ab, ein sensibles Porträt von Migrantenjungs mit langem Vorstrafenregister. Maja Classen lebt und arbeitet in Berlin.

## Filmografie (Auswahl)
- 2006: Feiern – Don’t forget to go home
- 2007: Osdorf

## Feature
- 2012: „Küsse, die man stiehlt im Dunkeln“ (DLF)
- 2014: Plötzlich ist die Welt ganz klein – auch Regie (DLF)